# Cayaponia pedata
Cayaponia pedata är en gurkväxtart som beskrevs av Célestin Alfred Cogniaux. Cayaponia pedata ingår i släktet Cayaponia och familjen gurkväxter. Inga underarter finns listade i Catalogue of Life.